# Ryonggang
Ryonggang (ou Yonggang suivant l'usage sud-coréen) est le siège d'un arrondissement de la province du Phyongan du Sud en Corée du Nord. Il est géré au sein de la ville de Nampho. 

## Géographie
Ryonggang est située à proximité de l'embouchure du Taedong et de la mer Jaune. Elle se trouve sur la ligne Pyongnam, la voie ferrée reliant Pyongyang (à 35 km) et Nampho (à 20 km). Les monts Osok (오석산) culminants à 565 mètres d'altitude s'élèvent dans le nord-ouest de l'arrondissement. Malgré la proximité de la mer, l'amplitude thermique reste forte et les températures moyennes oscillent entre -6,9 °C en janvier et 25,2 °C en aout. Les précipitations annuelles sont de 910 mm.
L'agriculture y joue un rôle important et la région est renommée pour ses pommes et ses poires. Avant la libération, la principale céréale cultivée était le millet. Après la construction des réservoirs de Taesong et de Ryongho, l'irrigation a été améliorée et la riziculture a pu se développer.

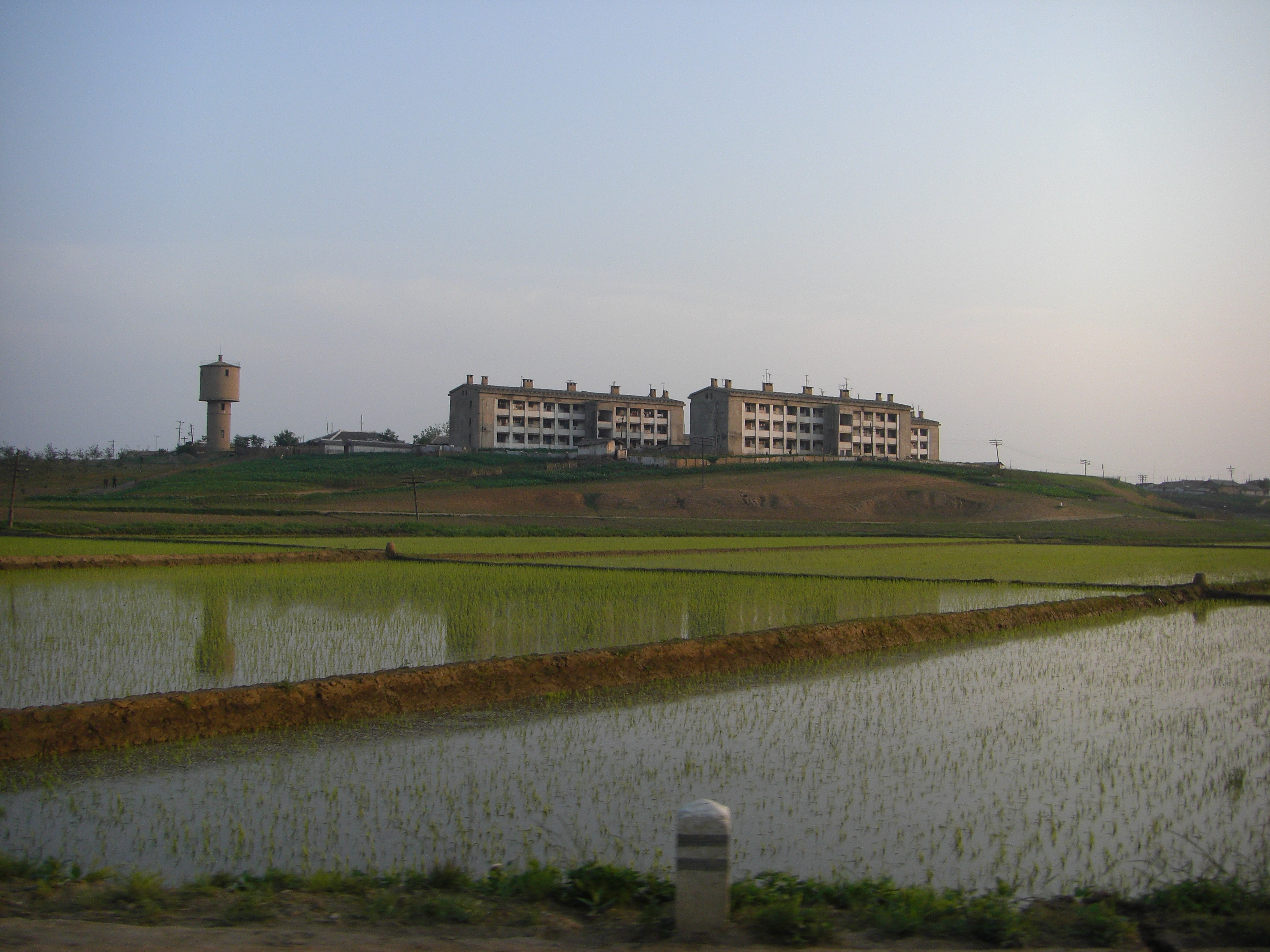
Ryonggang-gun

L'arrondissement de Ryonggang rassemble un bourg (up) et 10 communes (ri) :
- Ryonggang-up (룡강읍)
- Aewon-ri (애원리)
- Husan-ri (후산리)
- Okdo-ri (옥도리)
- Phosong-ri (포성리)
- Ripsong-ri (립송리)
- Ryonghung-ri (룡흥리)
- Ryongho-ri (룡호리)
- Samhwa-ri (삼화리)
- Songam-ri (성암리)
- Yanggok-ri (양곡리)

## Culture et tourisme
La forteresse de Hwangryong a été construite au temps du Koguryo pour protéger la capitale, Pyongyang. Située sur les collines du mont Oseok, c'est un mur de pierre long de 6,6 km et haut de près de 10 mètres. Elle a été classée trésor national n° 37.
Les autres monuments principaux sont les dolmens du mont Sokchon (bien culturel (en) n° 26) la tombe de Kim Ung-so à Okdo-ri (n° 1743) et la grande tombe de Ryonggang (n° 61) ainsi que celle des colonnes jumelles. Ces deux dernières font partie de l'ensemble des tombes de Koguryo.

## Okdo-ri
Okdo-ri dispose d'un monument célébrant la réforme agraire du 5 mars 1946. Dans ce village, Rim Kunsang, un homme issu d'une famille de métayer, s'est dès lors particulièrement distingué en augmentant fortement sa production de céréales. Il mène ensuite le combat du Parti du travail pour faire appliquer la politique de coopérativisation, devient député à l'assemblée populaire suprême ainsi que le premier président du conseil de gestion de la ferme coopérative d'Okdo-ri. Son fils puis son petit-fils lui ont succédé dans cette tâche. 

## Chronique
Le 7 aout 2008, un train chargé de vitres a déraillé en gare de Ryonggang causant la mort de cinq personnes.

## Historique des députations de la circonscription de Ryonggang (677e)
- XIème législature (2003-2009) : Yun Chung Lin (Hangeul:윤정린)
- XIIème législature (2009-2014) : Kim Kyung Ho (Hangeul: 김경호 Hanja:金京鎬)
- XIIIème législature (2014-2019) : Lim Jong Sil (Hangeul: 임종실)

## Personnalités nées à Ryonggang
- Kim Il-yeop (1896-1971), poétesse féministe.

## Référence
1. ↑  DPR Korea 2008 Population Census National Report
2. ↑  (ko) « Ryonggang », encyclopédie de la culture coréenne.
3. ↑  People's Committee of Nampho City, DPR « Coastal Strategy of Nampho City, DPRK », 2004.
4. ↑   « Par la réalisation de l’aspiration séculaire », page 18, La Corée, n° 638, mars 2013.
5. ↑   « A Train Carrying Glass Got Derailed », North Korea Today, n° 197, aout 2008.